# Prosopocera murrea
Prosopocera murrea es una especie de escarabajo longicornio del género Prosopocera, tribu Prosopocerini, familia Cerambycidae. Fue descrita científicamente por Distant en 1898.
Se distribuye por Botsuana, Malaui, Mozambique, Namibia, República de Sudáfrica y Zimbabue. Mide 14-18 milímetros de longitud. El período de vuelo ocurre en los meses de enero, noviembre y diciembre.